# Asemospiza fuliginosa
El semillero fuliginoso (Asemospiza fuliginosa), también denominado semillerito ahumado, espiguero negro (en Argentina y Paraguay), semillero tiznado (en Colombia), tordillo ahumado o tordillo común (en Venezuela), es una especie de ave paseriforme de la familia Thraupidae, una de las dos pertenecientes al género Asemospiza, antes situada en el género Tiaris. Es nativo de Sudamérica. 

## Distribución y hábitat
Sus poblaciones están dispersas por el norte y este de Sudamérica, encontrándose en el norte de Colombia, norte y sureste de Venezuela, Trinidad y Tobago, Guyana, localmente en el noreste, centro, oeste y más extensamente en el este de Brasil, extremo noreste de Bolivia, este de Paraguay y extremo noreste de Argentina.
Esta especie es considerada poco común, irregular (o tal vez estacional), y local en sus hábitats naturales: los claros arbustivos, pastizales con arbustos y bordes de bosque, principalmente por debajo de los 1500 m de altitud.

## Descripción
Mide alrededor de 11,5 cm de longitud. El plumaje de los machos es de color negro ahumado casi uniforme, mientras que las hembras son de color marrón oliváceo en las partes superiores, parda por abajo que se aclara a medida que se acerca al vientre blanquecino. Su pico es cónico y negro, con cantos rosado en el macho y amarillentos en la hembra.

## Sistemática

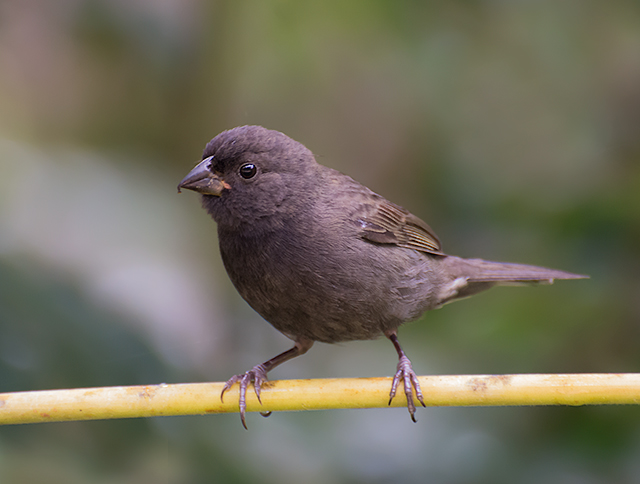
Sooty grassquit (Tiaris fuliginosus).

### Descripción original
La especie A. fuliginosa fue descrita por primera vez por el ornitólogo alemán Maximilian zu Wied-Neuwied en 1830 bajo el nombre científico Fringilla fuliginosa; su localidad tipo es: «Camamú, Bahía, Brasil».

### Etimología
El nombre genérico femenino Asemospiza se compone de las palabras del griego «asēmos ἄσηΜος», que significa ‘sin marca", en referencia al plumaje monótono de las especies que lo componen, y «σπιζα spiza», que es el nombre común del ‘pinzón vulgar’ (Fringilla coelebs), vocablo comúnmente utilizado en ornitología cuando se crea un nombre de un ave que es parecida a un pinzón; y el nombre de la especie «fuliginosa» deriva del latín moderno «fuliginosus» que significa ‘ceniciento’.

### Taxonomía
La presente especie y Asemospiza obscura estaban incluidas hasta recientemente en el género Tiaris. Los amplios estudios filogenéticos realizados en los años 2010 confirmaron que eran hermanas y que el par formado por ambas era pariente próximo por un lado de un clado formado por los pinzones de Galápagos (Certhidea, Platyspiza, Camarhynchus y Geospiza, e incluyendo Pinaroloxias), y por el otro del par formado por Melanospiza richardsoni y la especie antes denominada Tiaris bicolor, y distantes de la especie tipo del género, Tiaris olivaceus. Burns et al. (2016) propusieron transferir las especies Tiaris fuliginosus y Tiaris obscurus para un nuevo género Asemospiza, que siendo femenino cambian el epíteto para obscura y fuliginosa. Los cambios taxonómicos fueron aprobados por el Comité de Clasificación de Sudamérica (SACC) en la Propuesta N° 730 parte 4.
Las formas descritas zuliae (de la Serranía del Perijá, oeste de Venezuela) y fumosa (de Trinidad), son consideradas no diagnosticables, ya que las características dimensionales y de plumaje varían a lo largo de la distribución de la especie. Es monotípica.